# 오토루트 15호선

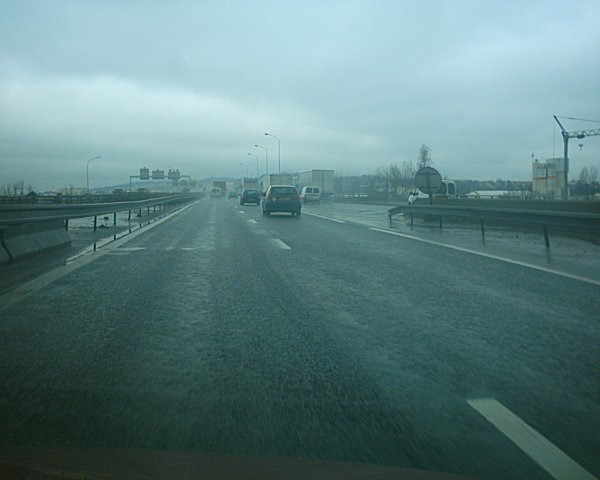
젠빌리에를 시점으로 하는 오토루트 15호선

오토루트 15호선(프랑스어: autoroute A15)은 오토루트 노선으로, 세르지에서 젠빌리에까지 이어주며, 총 연장은 21km이다. 또한 오토루트 15호선은 일드프랑스 평의회에 의해 운영된다. 주요 경유 도시 및 지역으로는 젠빌리에, 아르장퇴유, 생투앙로몬, 세르지퐁투아즈 등이 있다.

## 통과하는 도로
- 오토루트 86호선
- 오토루트 115호선
- 국도 제14호선
- 국도 제184호선